# Edison (Nebraska)
Pour les articles homonymes, voir Edison.
Edison est un village du comté de Furnas, dans l'État du Nebraska, aux États-Unis. En 2020, il comptait une population de 111 habitants.